# Westend (Frankfurt am Main)

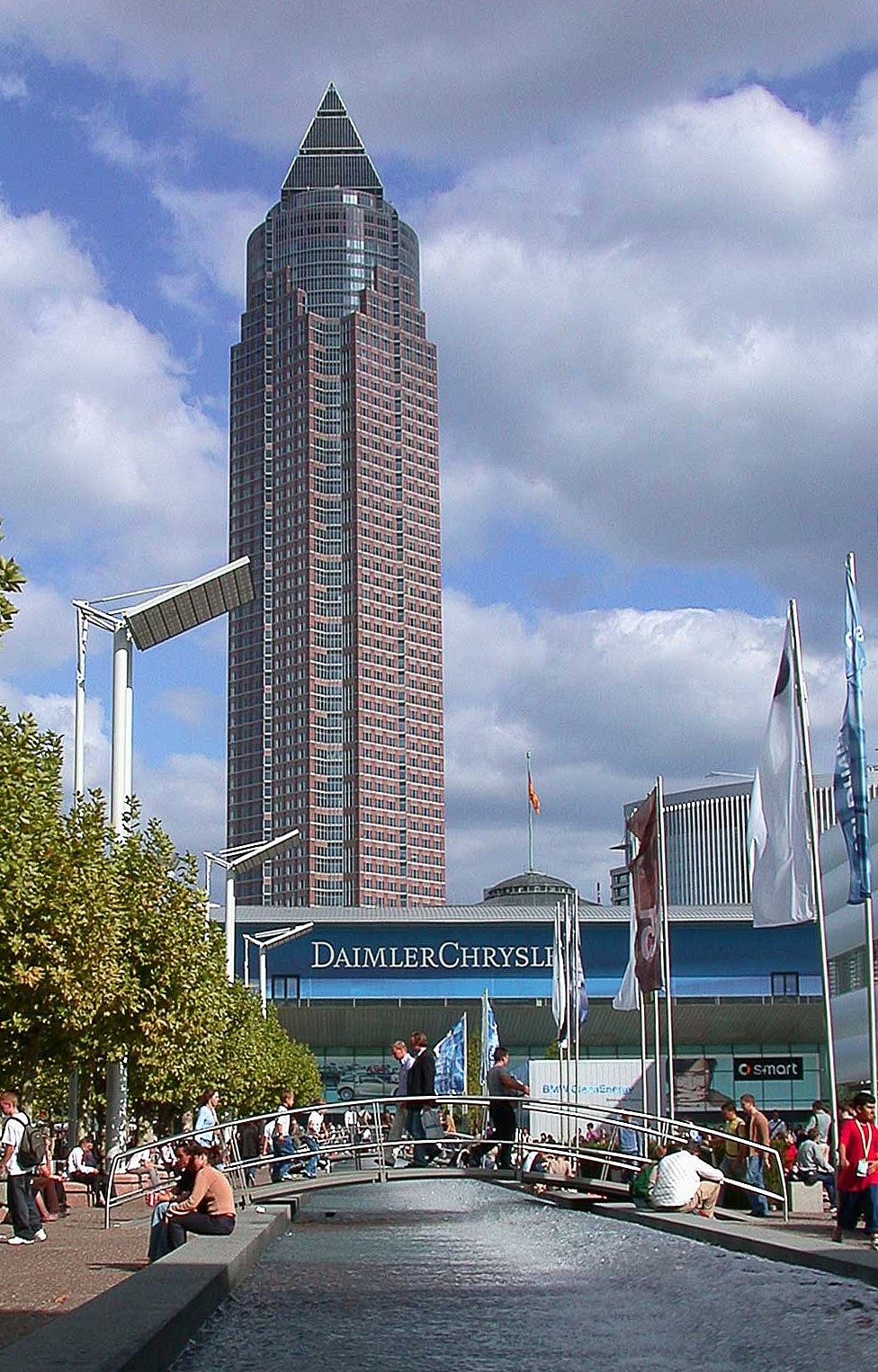
O Messeturm é o segundo edifício mais alto da União Européia e esta localizado no bairro

Westend é uma das divisões geográficas (podendo ser chamado de bairro) da cidade alemã de Frankfurt am Main. Este bairro é dividido em duas partes, conhecidas por Westend-Süd (Westend-Sul) e Westend-Nord (Westend-Norte).

## História
O local fazia parte da Frankfurter Landwehr (a Frankfurt murada) desde o século XIV e no início do século XIX, quando as muralhas foram removidas, iniciou-se uma pequena exploração habitacional com a criação de pequenas vilas decorrentes das estradas abertas que interligavam com as cidades vizinhas. Em torno de 1850, ocorreu a verdadeira urbanização do bairro, com a abertura de ruas e a criação de praças. 
Já no século XXI, Westend possui uma área residencial predominante, mas com grandes edifícios comerciais, além de contar com campus universitários, como do Goethe-Universität e do Frankfurter Universität.
Em setembro de 2017, o bairro foi evacuado para que autoridades retirassem uma bomba britânica de 1,8 toneladas da Segunda Guerra Mundial, encontrada na fundação de um edifício em construção.